# Anthomyia avisignata
Anthomyia avisignata är en tvåvingeart som beskrevs av Masayoshi Suwa 1987. Anthomyia avisignata ingår i släktet Anthomyia och familjen blomsterflugor. Inga underarter finns listade i Catalogue of Life.